# ATPase
ATPase là một lớp trong số các enzyme mà nó thực hiện quá trình xúc tác quá trình phân tách ATP thành ADP và giải phóng phosphor tự do. Phản ứng phân tách này giải phóng ra một năng lượng mà trong đó enzym (trong hầu hết các trường hợp) dùng năng lượng này để điều khiển các phản ứng hóa học khác mà nó không thể thực hiện được ngoài phương pháp đó. Quá trình này là quá trình cơ bản của tất cả các dạng thức của sự sống.
Một vài loại enzym là các protein màng tế bào tổng hợp (nằm bên trong các màng tế bào sinh học) và chuyển các chất tan qua màng tế bào. (Chúng được gọi là các ATPase truyền màng tế bào).
Các ATPase truyền màng tế bào thu nhận rất nhiều các chất cần thiết để trao đổi cho quá trình trao đổi chất của tế bào và bài tiết các độc tố, chất thải và các chất tan mà có thể gây trở ngại cho quá trình xử lý của tế bào. Một ví dụ quan trọng là quá trình trao đổi Na+-K+. Quá trình này tạo ra sự cân bằng về nồng độ ion bên trong và bên ngoài tế bào để tạo ra và duy trì điện thế màng tế bào.
Bên cạnh các quá trình trao đổi đó, các loại khác của ATPase truyền màng bao gồm các đồng vận chuyển và các bơm (tuy nhiên, một vài quá trình trao đổi cũng được gọi là các bơm). Một vài trong số đó, tương tự như Na+/K+ATPase, tạo ra các luồng chuyển dời của các điện tích, số còn lại thì không. Các quá trình này được gọi là các quá trình vận chuyện có tính điện hoặc phi điện.
Việc ghép đôi giữa quá trình thủy phân ATP và quá trình vận chuyển ít nhiều tuân theo phản ứng hoá học nghiêm ngặt mà trong đó số lượng các phân tử hòa tan được vận chuyển khi một phân tử ATP được thủy phân hóa. Ví dụ, 3 ion Na+ đi ra khỏi tế bào và 2 ion KNa+ đi vào trong tế bào mỗi lần ATP thủy phân, xét trong quá trình trao đổi Na+/K+.
Các ATPase truyền màng tạo ra năng lượng thế hóa của ATP để chúng thực hiện các công cơ học: chúng vận chuyển các chất tan theo hướng ngược với hướng chuyển động bình thường theo quy luật nhiệt động lực học của chúng, từ bên ngoài màng tế bào nơi có nồng độ thấp tới bên trong màng tế bào nơi có nồng độ cao. Quá trình này được gọi là quá trình vận chuyển tích cực.